# Christopher Maboulou
Christopher Maboulou (Montfermeil, 19 de marzo de 1990-Ibídem, 10 de enero de 2021) fue un futbolista francés que se desempeñaba de delantero. Su último equipo fue el Thonon Évian F. C.

## Carrera deportiva
Maboulou comenzó su carrera deportiva en La Berrichonne de Châteauroux de la Ligue 2 en 2010, debutando como profesional contra el Stade Lavallois el 29 de abril de 2010.

### Bastia
En 2014 abandonó el Châteauroux para jugar en el S. C. Bastia de la Ligue 1, debutando en la competición el 9 de agosto de 2014, en un partido frente al Olympique de Marsella que terminó 3-3. En su debut realizó, además, una grandísima actuación, convirtiéndose en el jugador del partido, al marcar dos goles y repartiendo una asistencia, colaborando así en todos los goles del Bastia.
Posteriormente, volvió a marcar un gol con el Bastia, en la derrota del equipo corso por 1-3 frente al A. S. Mónaco, en el que sería su último gol con el Bastia, y en la Ligue 1, comenzando a perder protagonismo progresivamente en el equipo.

### Marcha del Bastia
En 2016, Maboulou, abandonó el Bastia, justo antes de comenzar la temporada 2016-17, que sería la última del Bastia en la máxima categoría antes de su descenso a Ligue 2. Maboulou se marchó, así, al PAS Giannina de la Superliga de Grecia.
En Grecia, nuevamente, comenzó bien la temporada, pero con el paso de las jornadas se fue diluyendo su rendimiento, marchándose en agosto de 2017, después de estar ausente en varios partidos en el final de la temporada y de numerosas faltas disciplinarias.
Tras abandonar Grecia, estuvo una temporada sin equipo, fichando en 2018 por el A. S. Nancy-Lorraine de la Ligue 2. En el Nancy apenas tuvo oportunidades a lo largo de la temporada, por lo que dejó el club al final de la misma.
De nuevo pasó una temporada en blanco, la 2019-20, ya que no le fichó ningún equipo. En 2020, sin embargo, se marchó al Thonon Évian F. C. del Championnat National 3, la quinta categoría del fútbol francés.

### Muerte
Maboulou únicamente pudo disputar un partido con el Thonon Évian ya que el 10 de enero de 2021 falleció a los 30 años de edad luego de sufrir un paro cardiorespiratorio mientras disputaba un partido con amigos.

## Carrera internacional
Maboulou fue convocado en una ocasión con la selección de fútbol del Congo en 2015, aunque no llegó a debutar con la misma.

## Clubes
| Club                 | País    | Año       |
| -------------------- | ------- | --------- |
| L. B Châteauroux     | Francia | 2009-2014 |
| S. C. Bastia         | Francia | 2014-2016 |
| PAS Giannina         | Grecia  | 2016-2017 |
| A. S. Nancy-Lorraine | Francia | 2018-2019 |
| Thonon Évian F. C.   | Francia | 2020-2021 |